# George Cukor
George Dewey Cukor (Nueva York, 7 de julio de 1899-Los Ángeles, 24 de enero de 1983) fue un director de cine estadounidense. Se lo ha etiquetado como director de actrices, pues supuestamente supo sacar las mejores interpretaciones a quienes trabajaron con él. 

## Biografía

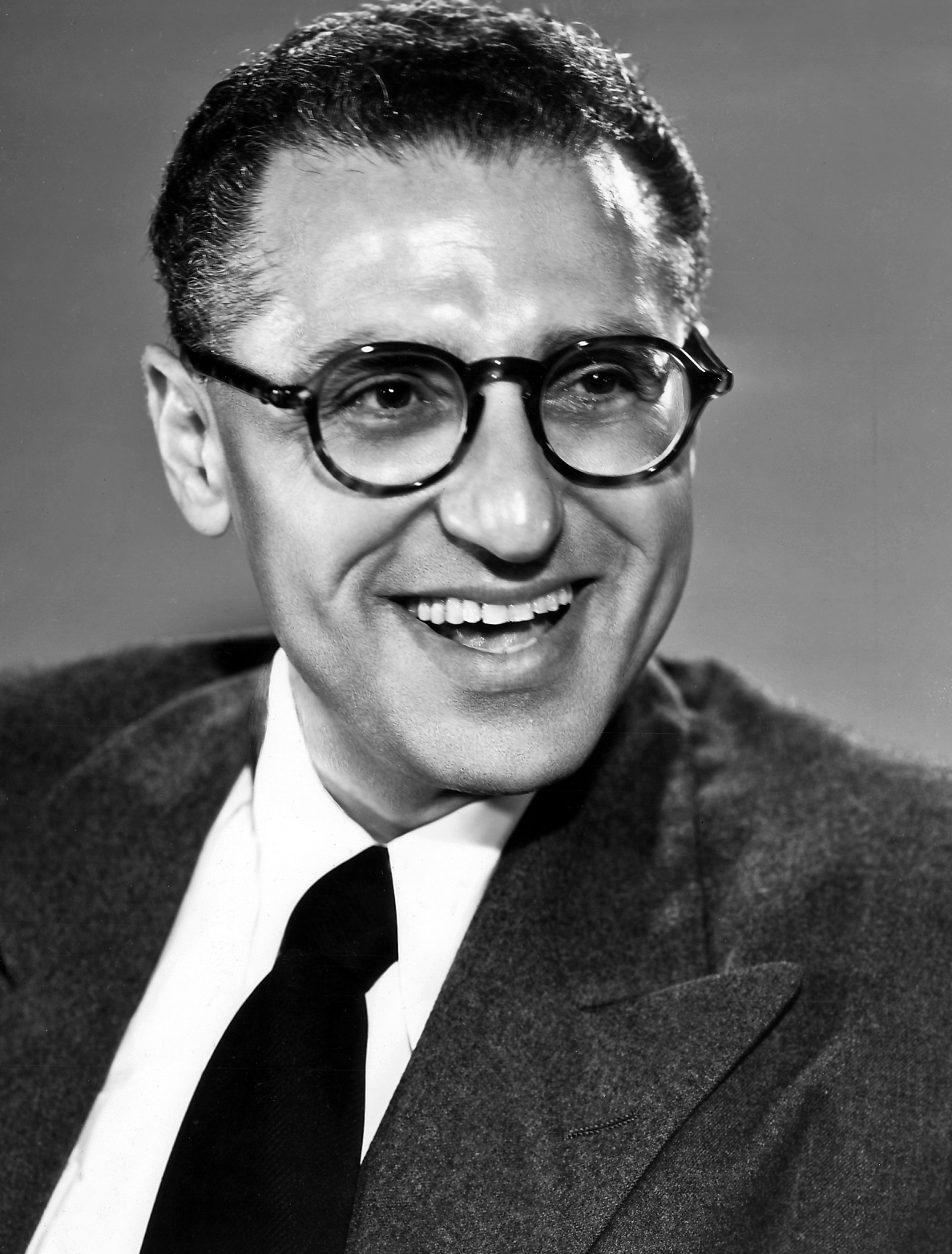
Cukor en 1946.

Era hijo de unos inmigrantes húngaros judíos. Ya siendo adolescente, mientras estudiaba en el instituto, Cukor se interesó por el teatro y empezó a participar en diferentes montajes como actor. 
Tras su graduación en el De Witt Clinton High School, ingresó durante un año en los Students Army Training Corp. Después, encontró trabajo como técnico en una compañía de teatro de Chicago. Este empleo lo mantuvo durante tres años.
En 1920, concluida esta etapa de formación, Cukor se atrevió a crear su propia compañía teatral en Rochester (Nueva York). La compañía funcionó bien durante siete años y le permitió dar el salto a Broadway. En efecto en 1927, a sus veintiocho años, Cukor empezó a trabajar en Broadway, lo que le permitió entrar en contacto con grandes actrices del momento como Ethel Barrymore o Jeanne Eagels.
En los inicios del cine sonoro, Hollywood empezó a contratar a los profesionales de Broadway. Cukor fue uno de ellos. En 1929, comenzó a trabajar para Hollywood, colaborando con los directores que venían trabajando desde el cine mudo. Su primer encargo fue como director de diálogos en la película River of Romance de Richard Wallace para Paramount Pictures. Repitió como director de diálogos en la célebre Sin novedad en el frente (All Quiet on the Western Front) de Lewis Milestone.
Después empezó lo que sería su carrera como director. Primero, en 1930, como codirector en tres títulos, antes de empezar a dirigir en solitario. Estas películas fueron:
- Grumpy (junto con Cyril Gardner).
- The Virtuous Sin (junto con Louis J. Gasnier).
- The Royal Family of Broadway (De nuevo, junto con Cyril Gardner).

Cukor, en 1932, abandonó la Paramount Pictures, tras el rodaje de Una hora contigo que había codirigido junto a Ernst Lubitsch. Tras abandonar la Paramount, David O. Selznick lo contrató y empezó a trabajar para la RKO. La celebridad llegaría a Cukor en este período, pues las películas que dirigió para la RKO obtuvieron éxito tanto de público como de crítica. Llegó a crear un tipo de película muy personal que fue conocida como comedia refinada, en la cual la mujer adquiría un carácter fuerte, sexista y cruel con su pareja. Lo de refinada se refería a la ambientación, pues generalmente los personajes se ubicaban como pertenecientes a las clases altas o profesionales y, por tanto, los decorados, podían responder a tal calificativo.
El protagonismo que adquieren los personajes femenino en el universo de Cukor es la razón por la cual al director se le ha definido como «director de actrices», apelativo que, en vida, no le hacía demasiada gracia. Por otra parte, aunque sus películas lograsen premios, el trabajo de Cukor, en sus inicios, no obtuvo reconocimiento. Se le consideraba un director eficaz pero menor, pues se creía que el mérito de que sus películas obtuvieran buenos resultados estaba motivado porque se trataba, por lo general, de adaptaciones de grandes obras. Entre sus filmes de estos años destaca Camille (La dama de las camelias) con Greta Garbo.
Cukor pudo haber sido el director de Lo que el viento se llevó. De hecho O. Selznick le puso al mando en 1937 y pasó un año en las labores de preproducción de la película, e incluso llegó a ensayar con las actrices Vivien Leigh y Olivia de Havilland. No obstante, a Cukor le molestaron ciertos cambios de guion y al protagonista masculino Clark Gable le incomodaba la abierta homosexualidad de Cukor, pues el director, aunque discreto, nunca la ocultó. Ambas razones llevaron a O. Selnick a prescindir de Cukor. No obstante, continuó ayudando en la producción, ya que fue contratado para ensayar con Leigh y Havilland.
Cukor, pese a tal incidente, no tuvo grandes problemas en Hollywood; de hecho, el director contaba con gran cantidad de amigos entre los actores, directores y técnicos que lo visitaban con regularidad. En su casa se celebraban grandes fiestas a las que estos acudían con asiduidad y, ya que no tenía familia propia, esta casa estaba decorada con las fotos de los que Cukor consideraba sus amigos.
De hecho, Cukor era amigo de sus amigos y fue fiel a los técnicos que intervenían en sus películas. Responsables de sonido, decoradores, directores artísticos, incluso maquilladores o responsables de vestuario solían repetir con Cukor.
La venganza de Cukor fue, como todo lo que él tocaba, refinada: ese mismo año, 1939, estrenó una película en el que no había ningún papel masculino. Mujeres estuvo protagonizada por Norma Shearer, Joan Crawford, Paulette Goddard y Rosalind Russell. No hubo ningún hombre en el reparto.
Aunque fueron muchas las actrices que trabajaron para Cukor, su musa fue, sin duda Katharine Hepburn, con quien rodó uno de sus grandes éxitos: Historias de Filadelfia. En los cincuenta, fue otra gran actriz  Judy Holliday la que proporcionaría a Cukor grandes interpretaciones que convirtieron sus películas en clásicos, como Nacida ayer.
Por esta época Cukor estrenó Ha nacido una estrella y, a raíz de este momento, compaginó sus peculiares comedias románticas (comedias refinadas) con melodramas de éxito.
Cukor en los 60 empezó a no ser tan regular, no porque decreciera su prestigio, sino porque la progresiva desaparición del sistema de estudios hizo que, muchas veces, no encontrase un proyecto que le llamase dirigir. Por esa fecha My Fair Lady (con Audrey Hepburn) supondría la última gran producción en la que intervendría. Con 65 años, después volvería puntualmente para afrontar determinados proyectos, pero ya no con regularidad. En 1981, Ricas y famosas, fue la última película que dirigió.
Cukor murió a los 83 años; sorprendentemente, su último deseo fue ser enterrado junto a Frances Howard Goldwyn, viuda de Samuel Goldwyn, de quien dijo, en su testamento, haber estado enamorado toda la vida.

## Filmografía

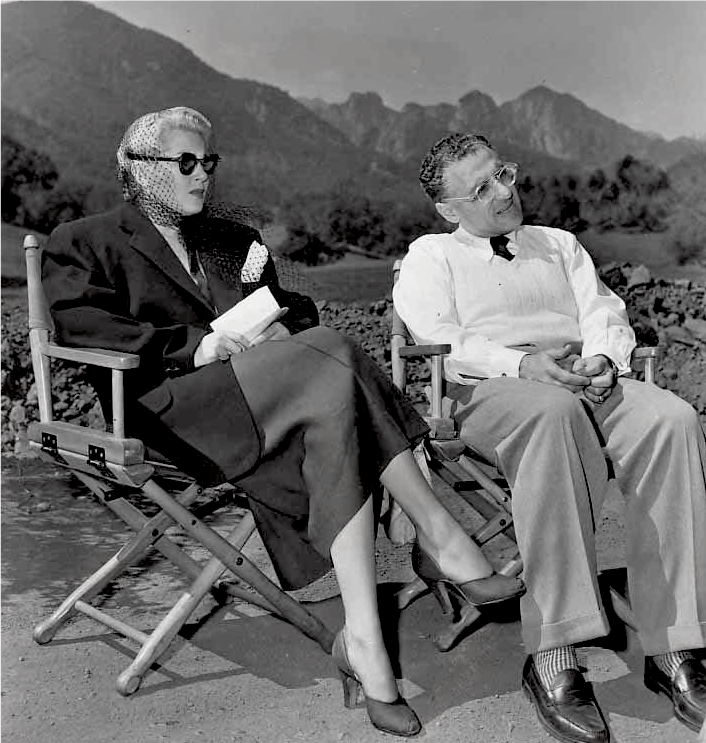
Lana Turner y George Cukor durante el rodaje de A Life of Her Own, enero de 1950.

| Año  | Título                            |
| ---- | --------------------------------- |
| 1931 | Honor mancillado                  |
| 1931 | Girls About Town                  |
| 1932 | Hollywood al desnudo              |
| 1932 | Doble sacrificio                  |
| 1932 | Tentación                         |
| 1933 | Little Women                      |
| 1933 | Nuestros superiores               |
| 1933 | Cena a las ocho                   |
| 1935 | David Copperfield                 |
| 1936 | Romeo y Julieta                   |
| 1936 | La gran aventura de Silvia        |
| 1937 | Camille                           |
| 1938 | Vivir para gozar                  |
| 1939 | Zaza                              |
| 1939 | Mujeres                           |
| 1940 | Historias de Filadelfia           |
| 1940 | Susana y Dios                     |
| 1941 | Un rostro de mujer                |
| 1941 | Otra vez mío                      |
| 1942 | Her Cardboard Lover               |
| 1942 | La llama sagrada                  |
| 1944 | Gaslight                          |
| 1944 | Cita en los cielos                |
| 1947 | Doble vida                        |
| 1949 | La costilla de Adán               |
| 1949 | Edward, mi hijo                   |
| 1950 | Nacida ayer                       |
| 1950 | A Life of Her Own                 |
| 1951 | The model and the marriage broker |
| 1952 | Chica para matrimonio             |
| 1952 | La impetuosa                      |
| 1953 | La actriz                         |
| 1954 | Ha nacido una estrella            |
| 1954 | La rubia fenómeno                 |
| 1956 | Cruce de destinos                 |
| 1957 | Les girls                         |
| 1957 | Viento salvaje                    |
| 1960 | El multimillonario                |
| 1960 | Heller in Pink Tights             |
| 1962 | Something's Got to Give           |
| 1962 | Confidencias de mujer             |
| 1964 | My Fair Lady                      |
| 1972 | Viajes con mi tía                 |
| 1975 | Love Among the Ruins              |
| 1976 | El pájaro azul                    |
| 1979 | El trigo está verde               |
| 1981 | Ricas y famosas                   |

## Premios y distinciones
Premios Óscar
| Año  | Categoría      | Película                | Resultado |
| ---- | -------------- | ----------------------- | --------- |
| 1934 | Mejor Director | Las cuatro hermanitas   | Nominado  |
| 1941 | Mejor Director | Historias de Filadelfia | Nominado  |
| 1948 | Mejor Director | Doble vida              | Nominado  |
| 1951 | Mejor Director | Nacida ayer             | Nominado  |
| 1965 | Mejor Director | My Fair Lady            | Ganador   |

Globos de oro
| Año  | Categoría      | Película              | Resultado |
| ---- | -------------- | --------------------- | --------- |
| 1950 | Mejor director | Nacida ayer           | Nominado  |
| 1962 | Mejor director | Confidencias de mujer | Nominado  |
| 1964 | Mejor director | My Fair Lady          | Ganador   |

Festival Internacional de Cine de Venecia
| Año  | Categoría                    | Resultado |
| ---- | ---------------------------- | --------- |
| 1982 | León de Oro a la trayectoria | Ganador   |

- 1935 - Nominado a la Copa Mussolini en el Festival Internacional de Cine de Venecia por David Coperfield.
- 1951 - Nominaciones al León de Oro en el Festival Internacional de Cine de Venecia por Nacida ayer.
- 1953 - Nominación en los  premios que concede el Gremio de Directores de América por La impetuosa.
- 1958 - Nominado en los premios que concede el Gremio de Directores de América por Las Girls.
- 1962 - Nominación al Oso de Oro del Festival Internacional de Cine de Berlín por Viento salvaje.
- 1966 - por My Fair Lady obtuvo el BAFTA y el premio del Gremio de directores de América (premio que compartió con David Hall, su asistente de dirección).
- 1975 - ganó el Emmy al mejor director en Programa Especial drama o Comedia por Love Among the Ruins. Además, por este trabajo, ganó un premio especial otorgado por la Asociación de Críticos cinematográficos de Los Ángeles en 1976.

## Libros
- McGILLIGAN, Patrick. George Cukor: Una doble vida. T & B Editores. 2001

- Datos: Q56014
- Multimedia: George Cukor / Q56014